# Inneberg
Inneberg ist ein Gemeindeteil der oberschwäbischen Gemeinde Egg an der Günz im Landkreis Unterallgäu in Bayern. 

## Lage
Das  Kirchdorf ist über die mitten durch den Ort verlaufende Kreisstraße MN 23 mit dem Hauptort verbunden, der etwa eineinhalb Kilometer nordöstlich liegt. Im Nordwesten zweigt der Mühlbach von der Günz ab. Die Landschaft um das Dorf wird mit Ausnahme eines kleinen mit Wald bedeckten Teils im Westen landwirtschaftlich genutzt.

## Geschichte
Erstmals erwähnt wurde der Ort 1366. Das Hochstift Augsburg war damals Inhaber eines Gutes und des Großzehnts. Nach dem kaiserlichen Freiheitsbrief von 1507 war der Augsburger Bischof Inhaber der hohen und niederen Gerichtsbarkeit. Im Jahre 1594 zählte der Ort 19 Anwesen. Durch den Dreißigjährigen Krieg und die Pest zählte das Hochstift Augsburg im Jahre 1634 nur noch acht bewohnte Häuser. Im Jahr 1785 wurden ein Bierzapfer, zwei Weber, ein Schneider, ein Zimmerer und ein Metzger, vier ganze und zwei halbe Bauern, zehn Söldner und ein Gnadenhäusler genannt. Es gab 20 Pferde, 85 Stück Vieh mit dem Jungvieh sowie 15 Kälber. Für dasselbe Jahr musste die Gemeinde wegen des Baders Ehaft 28 Gulden und 26,75 Kreuzer an das Pflegamt Schönegg abgeben. Für das Vieh des Scharfrichters der Gemeinde Schönegg fielen 7 Kreuzer und 4 Heller an. Für das Hirtenhaus, die ehemalige Hausnummer 4, mussten an das Pflegamt 17 Kreuzer, ein Heller, eine Henne oder zehn Kreuzer, 50 Eier oder 20 Kreuzer und für den Krautgarten ein Kreuzer und fünf Heller gezahlt werden. Mit dem Reichsdeputationshauptschluss kam der Ort 1803 zu Bayern, die politische Gemeinde Inneberg gab es seit 1818 (Zweites Gemeindeedikt). Eine Flurbereinigung im Günztal fand 1928, für den übrigen Bereich 1953/1954 statt. Mit der bayerischen Gebietsreform erfolgte am 1. Oktober 1973 die Eingemeindung in Egg an der Günz. Im Jahre 1983 hatte der Ort 27 Wohngebäude und etwa 109 Einwohner.

## Baudenkmäler
Die Kapelle St. Joseph wurde 1773/74 erbaut und zählt neben der im Süden gelegenen St.-Anton-Kapelle zu den Sehenswürdigkeiten des Ortes.